# Cateri
Cateri település Franciaországban, Haute-Corse megyében. Lakosainak száma 249 fő (2022. január 1.). Cateri Aregno, Montegrosso, Avapessa, Feliceto, Lavatoggio, Muro és Sant’Antonino községekkel határos.

## Népesség
A település népességének változása:
| Lakosok száma | 184  | 251  | 210  | 211  | 225  | 212  | 215  | 234  | 244  | 249  |
|               | 1968 | 1982 | 1990 | 2006 | 2013 | 2015 | 2017 | 2019 | 2020 | 2022 |